# Évolution du Collège cardinalice au XIXe siècle

Cet article présente les évolutions au sein du Sacré Collège au cours du XIXe siècle sous les pontificats de Pie VII (1800-1823), Léon XII (1823-1829), Pie VIII (1829-1830), Grégoire XVI (1830-1846), Pie IX (1846-1878) et Léon XIII (1878-1903).

## Évolution numérique au cours du pontificat dePie VII(1800-1823)
| Date       | Évènement                                                                                  | Pays | Total |
| ---------- | ------------------------------------------------------------------------------------------ | ---- | ----- |
| 30/11/1799 | Cardiaux au moment du Conclave de 1799-1800                                                |      | 45    |
| 14/03/1800 | Élection papale du cardinal Barnaba Niccolò Maria Luigi Chiaramonti sous le nom de Pie VII |      | 44    |
| 08/04/1800 | Décès du cardinal Andrea Gioannetti                                                        |      | 43    |
| 13/07/1800 | Décès du cardinal Giovanni Battista Bussi de Pretis                                        |      | 42    |
| 11/08/1800 | Consistoire : création de 2 cardinaux                                                      |      | 44    |
| 23/09/1800 | Décès du cardinal Dominique de La Rochefoucauld                                            |      | 43    |
| 20/10/1800 | Consistoire : création d'un cardinal                                                       |      | 44    |
| 27/10/1800 | Décès du cardinal Vincenzo Ranuzzi                                                         |      | 43    |
| 23/02/1801 | Consistoire : création de 13 cardinaux et de 11 cardinaux in pectore                       |      | 67    |
| 28/09/1801 | Consistoire : révélation de 3 cardinaux in pectore                                         |      | 67    |
| 13/12/1801 | Décès du cardinal Muzio Gallo                                                              |      | 66    |
| 19/12/1801 | Décès du cardinal Francesco Saverio de Zelada                                              |      | 65    |
| 28/12/1801 | Décès du cardinal Giovanni Rinuccini                                                       |      | 64    |
| 31/12/1801 | Décès du cardinal Giuseppe Maria Capece Zurlo                                              |      | 63    |
| 29/03/1802 | Consistoire : révélation de 2 cardinaux in pectore                                         |      | 63    |
| 13/04/1802 | Décès du cardinal Francesco Mantica                                                        |      | 62    |
| 01/07/1802 | Décès du cardinal Carlo Livizzani Forni                                                    |      | 61    |
| 09/08/1802 | Consistoire : création d'un cardinal et révélation de 2 cardinaux in pectore               |      | 62    |
| 12/08/1802 | Décès du cardinal Hyacinthe-Sigismond Gerdil                                               |      | 61    |
| 29/09/1802 | Décès du cardinal Michelangelo Luchi                                                       |      | 60    |
| 07/12/1802 | Décès du cardinal Carlo Giuseppe Filippa della Martiniana                                  |      | 59    |
| 17/01/1803 | Consistoire : création de 7 cardinaux et révélation de 3 cardinaux in pectore              |      | 66    |
| 05/02/1803 | Décès du cardinal Domenico Pignatelli di Belmonte                                          |      | 65    |
| 17/02/1803 | Décès du cardinal Louis-René de Rohan                                                      |      | 64    |
| 14/04/1803 | Décès du cardinal Christoph Bartholomäus Anton Migazzi                                     |      | 63    |
| 16/05/1803 | Consistoire : création d'un cardinal et d'un cardinal in pectore                           |      | 65    |
| 11/07/1803 | Consistoire : création de 2 cardinaux et révélation d'un cardinal in pectore               |      | 67    |
| 12/08/1803 | Décès du cardinal Ignazio Busca                                                            |      | 66    |
| 06/09/1803 | Décès du cardinal Miguel Carlos José de Noronha e Abranches                                |      | 65    |
| 15/09/1803 | Décès du cardinal Giovanni Francesco Albani                                                |      | 64    |
| 17/12/1803 | Décès du cardinal Pietro Antonio Zorzi                                                     |      | 63    |
| 29/02/1804 | Décès du cardinal Ludovico Flangini Giovanelli                                             |      | 62    |
| 26/03/1804 | Consistoire : création d'un cardinal                                                       |      | 63    |
| 14/04/1804 | Décès du cardinal Francisco Antonio de Lorenzana y Butrón                                  |      | 62    |
| 01/06/1804 | Décès du cardinal Franziskus von Paula Herzan von Harras                                   |      | 61    |
| 11/06/1804 | Décès du cardinal Jean-Henri de Frankenberg                                                |      | 60    |
| 22/08/1804 | Décès du cardinal Jean de Dieu-Raymond de Boisgelin de Cucé                                |      | 59    |
| 23/11/1804 | Décès du cardinal Stefano Borgia                                                           |      | 58    |
| 05/11/1805 | Décès du cardinal Giovanni Andrea Archetti                                                 |      | 57    |
| 14/04/1806 | Décès du cardinal Antonio de Sentmenat y Castellá                                          |      | 56    |
| 05/07/1807 | Décès du cardinal Diego Gregorio Cadello                                                   |      | 55    |
| 13/07/1807 | Décès du cardinal Henri Benoît Stuart                                                      |      | 54    |
| 12/08/1807 | Décès du cardinal Bernardino Honorati                                                      |      | 53    |
| 24/08/1807 | Consistoire : création d'un cardinal in pectore                                            |      | 54    |
| 27/08/1807 | Décès du cardinal Guido Calcagnini                                                         |      | 53    |
| 10/06/1808 | Décès du cardinal Jean-Baptiste de Belloy                                                  |      | 52    |
| 17/06/1808 | Décès du cardinal Louis-Joseph de Montmorency-Laval                                        |      | 51    |
| 09/08/1808 | Décès du cardinal Carlo Bellisomi                                                          |      | 50    |
| 29/12/1808 | Décès du cardinal Luigi Valenti Gonzaga                                                    |      | 49    |
| 13/05/1809 | Décès du cardinal Valentino Mastrozzi                                                      |      | 48    |
| 23/06/1809 | Décès du cardinal Luigi Gazzoli                                                            |      | 47    |
| 21/06/1810 | Décès du cardinal Giovanni Battista Caprara                                                |      | 46    |
| 28/08/1810 | Décès du cardinal Filippo Carandini                                                        |      | 45    |
| 23/01/1811 | Décès du cardinal Leonardo Antonelli                                                       |      | 44    |
| 13/02/1811 | Décès du cardinal Francesco Maria Locatelli                                                |      | 43    |
| 20/03/1811 | Décès du cardinal Charles Erskine de Kellie                                                |      | 42    |
| 21/03/1811 | Décès du cardinal Ippolito-Antonio Vincenti-Mareri                                         |      | 41    |
| 12/09/1811 | Décès du cardinal Antonin Theodor Hrabe Colloredo-Waldsee                                  |      | 40    |
| 09/10/1811 | Décès du cardinal Filippo Casoni                                                           |      | 39    |
| 05/09/1812 | Décès du cardinal Girolamo Della Porta                                                     |      | 38    |
| 06/09/1812 | Décès du cardinal Aurelio Roverella                                                        |      | 37    |
| 02/05/1813 | Décès du cardinal Antonio Despuig y Dameto                                                 |      | 36    |
| 09/01/1815 | Décès du cardinal Giovanni Castiglione (1742-1815)                                         |      | 35    |
| 14/08/1815 | Décès du cardinal Francesco Maria Pignatelli                                               |      | 34    |
| 08/02/1816 | Décès du cardinal Giuseppe Maria Doria Pamphilj                                            |      | 33    |
| 08/03/1816 | Consistoire : création de 21 cardinaux et de 10 cardinaux in pectore                       |      | 64    |
| 22/07/1816 | Consistoire : révélation de 5 cardinaux in pectore                                         |      | 64    |
| 23/09/1816 | Consistoire : création de 4 cardinaux et révélation d'un cardinal in pectore               |      | 68    |
| 03/11/1816 | Décès du cardinal Ferdinando Maria Saluzzo                                                 |      | 67    |
| 10/01/1817 | Décès du cardinal Lorenzo Caleppi                                                          |      | 66    |
| 30/04/1817 | Décès du cardinal Romoaldo Braschi-Onesti                                                  |      | 65    |
| 10/05/1817 | Décès du cardinal Jean-Sifrein Maury                                                       |      | 64    |
| 28/07/1817 | Consistoire : création de 3 cardinaux et révélation de 2 cardinaux in pectore              |      | 67    |
| 01/10/1817 | Consistoire : création d'un cardinal et révélation d'un cardinal in pectore                |      | 68    |
| 23/10/1817 | Décès du cardinal Antonio Lante Montefeltro della Rovere                                   |      | 67    |
| 02/01/1818 | Décès du cardinal Camillo de Simone                                                        |      | 66    |
| 19/01/1818 | Décès du cardinal Carlo Crivelli                                                           |      | 65    |
| 11/02/1818 | Décès du cardinal José Francisco de Mendoça Valdereis                                      |      | 64    |
| 27/03/1818 | Décès du cardinal Pedro Benito Antonio Quevedo y Quintano                                  |      | 63    |
| 06/04/1818 | Consistoire : création d'un cardinal et révélation de 2 cardinaux in pectore               |      | 64    |
| 14/07/1818 | Décès du cardinal Alessandro Lante Montefeltro della Rovere                                |      | 63    |
| 27/07/1818 | Décès du cardinal Alphonse-Hubert de Latier de Bayane                                      |      | 62    |
| 11/08/1818 | Décès du cardinal Lorenzo Prospero Bottini                                                 |      | 61    |
| 20/09/1818 | Décès du cardinal Francesco Carafa della Spina di Traetto                                  |      | 60    |
| 19/10/1818 | Décès du cardinal Antonio Dugnani                                                          |      | 59    |
| 24/10/1818 | Décès du cardinal Étienne-Hubert de Cambacérès                                             |      | 58    |
| 20/01/1819 | Décès du cardinal Maria-Thaddeus von Trauttsmandorff Weinsberg                             |      | 57    |
| 04/06/1819 | Consistoire : création d'un cardinal                                                       |      | 58    |
| 21/07/1819 | Décès du cardinal Giovanni Battista Zauli                                                  |      | 57    |
| 12/09/1819 | Décès du cardinal Alessandro Malvassia                                                     |      | 56    |
| 27/09/1819 | Consistoire : création de 2 cardinaux                                                      |      | 58    |
| 06/10/1819 | Décès du cardinal Giovanni Filippo Gallarati Scotti                                        |      | 57    |
| 24/01/1820 | Décès du cardinal Diego Innico Caracciolo                                                  |      | 56    |
| 27/01/1820 | Décès du cardinal Francisco Antonio Javier de Gardoqui Arriquibar                          |      | 55    |
| 10/02/1820 | Décès du cardinal Francisco Antonio Cebrián y Valda                                        |      | 54    |
| 20/04/1820 | Décès du cardinal Alessandro Mattei                                                        |      | 53    |
| 01/05/1820 | Décès du cardinal Lorenzo Litta                                                            |      | 52    |
| 15/09/1820 | Décès du cardinal Giovanni Battista Quarantotti                                            |      | 51    |
| 31/01/1821 | Décès du cardinal Antonio Maria Doria Pamphilj                                             |      | 50    |
| 21/06/1821 | Décès du cardinal César-Guillaume de La Luzerne                                            |      | 49    |
| 02/07/1821 | Décès du cardinal Michele Di Pietro                                                        |      | 48    |
| 20/10/1821 | Décès du cardinal Alexandre-Angélique de Talleyrand-Périgord                               |      | 47    |
| 19/03/1822 | Décès du cardinal Francesco Fontana                                                        |      | 46    |
| 19/04/1822 | Décès du cardinal Franziskus Xavier von Salm-Reifferscheldt                                |      | 45    |
| 31/08/1822 | Décès du cardinal Nicola Riganti                                                           |      | 44    |
| 06/09/1822 | Décès du cardinal Carlo Andrea Pelagallo                                                   |      | 43    |
| 26/09/1822 | Décès du cardinal Giulio Gabrielli                                                         |      | 42    |
| 02/12/1822 | Consistoire : création d'un cardinal                                                       |      | 43    |
| 10/03/1823 | Consistoire : création de 12 cardinaux et d'un cardinal in pectore                         |      | 55    |
| 19/03/1823 | Décès du cardinal Louis Marie de Bourbon                                                   |      | 54    |
| 13/04/1823 | Décès du cardinal Antonio Felice Zondadari                                                 |      | 53    |
| 16/05/1823 | Consistoire : création d'un cardinal et révélation d'un cardinal in pectore                |      | 54    |
| 20/08/1823 | Décès du pape Pie VII                                                                      |      | 53    |

## Évolution numérique au cours du pontificat deLéon XII(1823-1829)
| Date       | Évènement                                                                          | Pays | Total |
| ---------- | ---------------------------------------------------------------------------------- | ---- | ----- |
| 02/09/1823 | Cardinaux au moment du Conclave de 1823                                            |      | 53    |
| 28/09/1823 | Élection papale du cardinal Annibale Sermattei della Genga sous le nom de Léon XII |      | 52    |
| 21/12/1823 | Décès du cardinal Domenico Spinucci                                                |      | 51    |
| 24/01/1824 | Décès du cardinal Ercole Consalvi                                                  |      | 50    |
| 02/02/1824 | Décès du cardinal Luigi Pandolfi                                                   |      | 49    |
| 03/05/1824 | Consistoire : création de 2 cardinaux                                              |      | 51    |
| 21/06/1824 | Décès du cardinal Louis-François de Bausset                                        |      | 50    |
| 08/09/1824 | Décès du cardinal Antonio Gabriele Severoli                                        |      | 49    |
| 09/09/1824 | Décès du cardinal Paolo Giuseppe Solaro di Villanova                               |      | 48    |
| 27/09/1824 | Consistoire : création de 3 cardinaux                                              |      | 51    |
| 20/12/1824 | Consistoire : création de 2 cardinaux                                              |      | 53    |
| 21/03/1825 | Consistoire : création d'un cardinal et d'un cardinal in pectore                   |      | 55    |
| 01/08/1825 | Décès du cardinal Antonio Lamberto Rusconi                                         |      | 54    |
| 04/12/1825 | Décès du cardinal Carlos da Cunha e Menezes                                        |      | 53    |
| 10/12/1825 | Décès du cardinal Luigi Ercolani                                                   |      | 52    |
| 13/03/1826 | Consistoire : création de 2 cardinaux et révélation d'un cardinal in pectore       |      | 54    |
| 11/05/1826 | Décès du cardinal Stanislao Sanseverino                                            |      | 53    |
| 02/10/1826 | Consistoire : création de 4 cardinaux et de 6 cardinaux in pectore                 |      | 63    |
| 09/11/1826 | Décès du cardinal Fabrizio Turriozzi                                               |      | 62    |
| 03/12/1826 | Décès du cardinal Dionisio Bardaxí y Azara                                         |      | 61    |
| 25/06/1827 | Consistoire : création de 2 cardinaux                                              |      | 63    |
| 27/08/1827 | Décès du cardinal Johann Casimir von Häffelin                                      |      | 62    |
| 13/12/1827 | Décès du cardinal Fabrizio Dionigi Ruffo                                           |      | 61    |
| 06/02/1828 | Décès du cardinal Francesco Serlupi Crescenzi                                      |      | 60    |
| 19/04/1828 | Décès du cardinal Carlo Francesco Maria Caselli                                    |      | 59    |
| 13/11/1828 | Décès du cardinal Giuseppe Spina                                                   |      | 58    |
| 05/12/1828 | Décès du cardinal Francesco Guidobono Cavalchini                                   |      | 57    |
| 15/12/1828 | Consistoire : création de 2 cardinaux et révélation de 6 cardinaux in pectore      |      | 59    |
| 18/01/1829 | Décès du cardinal Giovanni Francesco Marazzani Visconti                            |      | 58    |
| 10/02/1829 | Décès du pape Léon XII                                                             |      | 58    |

## Évolution numérique au cours du pontificat dePie VIII(1829-1830)
| Date       | Évènement                                                                         | Pays | Total |
| ---------- | --------------------------------------------------------------------------------- | ---- | ----- |
| 24/02/1829 | Cardinaux au moment du Conclave de 1829                                           |      | 58    |
| 31/03/1829 | Élection papale du cardinal Francesco Saverio Castiglioni sous le nom de Pie VIII |      | 57    |
| 27/07/1829 | Consistoire : création de 2 cardinaux                                             |      | 59    |
| 11/12/1829 | Décès du cardinal Anne-Louis-Henri de La Fare                                     |      | 58    |
| 24/01/1830 | Décès du cardinal Giuseppe Firrao                                                 |      | 57    |
| 21/02/1830 | Décès du cardinal Anne-Antoine-Jules de Clermont-Tonnerre                         |      | 56    |
| 15/03/1830 | Consistoire : création de 3 cardinaux                                             |      | 59    |
| 02/04/1830 | Décès du cardinal Giulio Maria della Somaglia                                     |      | 58    |
| 07/04/1830 | Décès du cardinal Francesco Bertazzoli                                            |      | 57    |
| 05/07/1830 | Consistoire : création d'un cardinal                                              |      | 58    |
| 20/07/1830 | Décès du cardinal Remigio Crescini                                                |      | 57    |
| 25/07/1830 | Décès du cardinal Francesco Cesarei Leoni                                         |      | 56    |
| 10/08/1830 | Décès du cardinal Pietro Vidoni                                                   |      | 55    |
| 30/11/1830 | Décès du pape Pie VIII                                                            |      | 55    |
| 06/12/1830 | Décès du cardinal Pietro Gravina                                                  |      | 54    |

## Évolution numérique au cours du pontificat deGrégoire XVI(1830-1846)
| Date       | Évènement                                                                                        | Pays | Total |
| ---------- | ------------------------------------------------------------------------------------------------ | ---- | ----- |
| 14/12/1830 | Cardinaux au moment du Conclave de 1830-1831                                                     |      | 54    |
| 02/02/1831 | Élection papale du cardinal Bartolomeo Alberto (Mauro) Cappellari sous le nom de Grégoire XVI    |      | 53    |
| 25/02/1831 | Décès du cardinal Belisario Cristaldi                                                            |      | 52    |
| 23/07/1831 | Décès du cardinal Rodolphe de Habsbourg-Lorraine d'Autriche                                      |      | 51    |
| 13/09/1831 | Décès du cardinal Alexander Rudnay                                                               |      | 50    |
| 30/09/1831 | Consistoire : création de 2 cardinaux et de 10 cardinaux in pectore                              |      | 62    |
| 02/12/1831 | Décès du cardinal Ignazio Nasalli                                                                |      | 61    |
| 31/12/1831 | Décès du cardinal Teresio Maria Carlo Vittorio Ferrero della Marmora                             |      | 60    |
| 29/01/1832 | Décès du cardinal Bonaventura Gazzola                                                            |      | 59    |
| 04/02/1832 | Décès du cardinal Raffaele Mazio                                                                 |      | 58    |
| 05/02/1832 | Décès du cardinal Cesare Guerrieri Gonzaga                                                       |      | 57    |
| 02/07/1832 | Consistoire : création de 2 cardinaux et révélation de 7 cardinaux in pectore                    |      | 59    |
| 06/10/1832 | Décès du cardinal Benedetto Naro                                                                 |      | 58    |
| 17/12/1832 | Décès du cardinal Luigi Ruffo-Scilla                                                             |      | 57    |
| 03/02/1833 | Décès du cardinal Tommasso Arezzo                                                                |      | 56    |
| 08/02/1833 | Décès du cardinal Louis-François de Rohan-Chabot                                                 |      | 55    |
| 15/04/1833 | Consistoire : création de 2 cardinaux et révélation d'un cardinal in pectore                     |      | 57    |
| 24/07/1833 | Décès du cardinal Lorenzo Girolamo Mattei                                                        |      | 56    |
| 29/07/1833 | Consistoire : création de 2 cardinaux                                                            |      | 58    |
| 15/11/1833 | Décès du cardinal Giovanni Caccia-Piatti                                                         |      | 57    |
| 20/01/1834 | Consistoire : création de 2 cardinaux                                                            |      | 59    |
| 24/02/1834 | Décès du cardinal Pietro Caprano                                                                 |      | 58    |
| 15/05/1834 | Décès du cardinal Benedetto Cappelletti                                                          |      | 57    |
| 23/06/1834 | Consistoire : création de 3 cardinaux et 6 in pectore et révélation d'une création antérieure    |      | 66    |
| 08/07/1834 | Décès du cardinal Antonio Frosini                                                                |      | 65    |
| 19/07/1834 | Décès du cardinal Antonio Pallotta                                                               |      | 64    |
| 29/10/1834 | Décès du cardinal Giacinto Placido Zurla                                                         |      | 63    |
| 03/12/1834 | Décès du cardinal Giuseppe Albani                                                                |      | 62    |
| 06/04/1835 | Consistoire : création d'un cardinal et un in pectore et révélation de 3 créations antérieures   |      | 64    |
| 11/04/1835 | Décès du cardinal Francesco Canali                                                               |      | 63    |
| 03/06/1835 | Décès du cardinal Francesco Maria Pandolfi Alberici                                              |      | 62    |
| 30/01/1836 | Décès du cardinal Pedro Inguanzo y Rivero                                                        |      | 61    |
| 01/02/1836 | Consistoire : création de 2 cardinaux                                                            |      | 63    |
| 11/07/1836 | Consistoire : révélation de 3 cardinaux in pectore                                               |      | 63    |
| 19/07/1836 | Décès du cardinal Jean Lefebvre de Cheverus                                                      |      | 62    |
| 14/09/1836 | Décès du cardinal Luigi Bottiglia Savoulx                                                        |      | 61    |
| 23/11/1836 | Décès du cardinal Giuseppe Maria Velzi                                                           |      | 60    |
| 10/04/1837 | Décès du cardinal Thomas Weld                                                                    |      | 59    |
| 19/05/1837 | Consistoire : création d'un cardinal et d'un cardinal in pectore                                 |      | 61    |
| 18/06/1837 | Décès du cardinal Pierfrancesco Galleffi                                                         |      | 60    |
| 05/07/1837 | Décès du cardinal Gaetano Trigona e Parisi                                                       |      | 59    |
| 12/09/1837 | Décès du cardinal Cesare Brancadoro                                                              |      | 58    |
| 14/10/1837 | Décès du cardinal Luigi Frezza                                                                   |      | 57    |
| 09/11/1837 | Décès du cardinal Domenico de Simone                                                             |      | 56    |
| 16/11/1837 | Décès du cardinal Giorgio Doria Pamphilj                                                         |      | 55    |
| 05/12/1837 | Décès du cardinal Cesare Nembrini Pironi Gonzaga                                                 |      | 54    |
| 12/02/1838 | Consistoire : création de 5 cardinaux et 3 in pectore et révélation d'une création antérieure    |      | 62    |
| 13/09/1838 | Consistoire : création d'un cardinal et d'un in pectore et révélation d'une création antérieure  |      | 64    |
| 14/11/1838 | Décès du cardinal Giovanni Antonio Benvenuti                                                     |      | 63    |
| 30/11/1838 | Consistoire : création d'un cardinal in pectore                                                  |      | 64    |
| 18/02/1839 | Consistoire : création d'un cardinal in pectore et révélation de 2 créations antérieures         |      | 65    |
| 13/05/1839 | Décès du cardinal Joseph Fesch                                                                   |      | 64    |
| 23/06/1839 | Décès du cardinal Giuseppe Antonio Sala                                                          |      | 63    |
| 08/07/1839 | Consistoire : création d'un cardinal et révélation de 3 cardinaux in pectore                     |      | 64    |
| 07/10/1839 | Décès du cardinal Joachim-Jean-Xavier d'Isoard                                                   |      | 63    |
| 28/10/1839 | Décès du cardinal Francesco Tiberi Contigliano                                                   |      | 62    |
| 01/12/1839 | Décès du cardinal Jean-Baptiste de Latil                                                         |      | 61    |
| 07/12/1839 | Décès du cardinal Emmanuele de Gregorio                                                          |      | 60    |
| 23/12/1839 | Consistoire : création d'un cardinal et de 3 cardinaux in pectore                                |      | 64    |
| 03/01/1840 | Décès du cardinal Patricio da Silva                                                              |      | 63    |
| 22/07/1840 | Décès du cardinal Giovanni Francesco Falzacappa                                                  |      | 62    |
| 22/07/1840 | Décès du cardinal Ercole Dandini                                                                 |      | 61    |
| 14/12/1840 | Consistoire : création de 2 cardinaux in pectore et révélation de 2 créations antérieures        |      | 63    |
| 01/03/1841 | Consistoire : création d'un cardinal                                                             |      | 64    |
| 16/03/1841 | Décès du cardinal Juan Francisco Marco y Catalán                                                 |      | 63    |
| 25/04/1841 | Décès du cardinal Antonio Domenico Gamberini                                                     |      | 62    |
| 12/07/1841 | Consistoire : création d'un cardinal in pectore et révélation d'une création antérieure          |      | 63    |
| 17/08/1841 | Décès du cardinal Carlo Odescalchi                                                               |      | 62    |
| 18/12/1841 | Décès du cardinal Giuseppe della Porta Rodiani                                                   |      | 61    |
| 24/01/1842 | Consistoire : création de 2 cardinaux et révélation de 3 cardinaux in pectore                    |      | 63    |
| 22/03/1842 | Décès du cardinal Giuseppe Morozzo della Rocca                                                   |      | 62    |
| 07/11/1842 | Décès du cardinal Agostino Rivarola                                                              |      | 61    |
| 27/01/1843 | Consistoire : création de 3 cardinaux                                                            |      | 64    |
| 24/02/1843 | Décès du cardinal Giacomo Giustiniani                                                            |      | 63    |
| 19/06/1843 | Consistoire : création de 2 cardinaux                                                            |      | 65    |
| 27/06/1843 | Consistoire : création d'un cardinal                                                             |      | 66    |
| 03/08/1843 | Décès du cardinal Fabrizio Sceberras Testaferrata                                                |      | 65    |
| 11/10/1843 | Décès du cardinal Alessandro Giustiniani                                                         |      | 64    |
| 19/11/1843 | Décès du cardinal Carlo Maria Pedicini                                                           |      | 63    |
| 16/12/1843 | Décès du cardinal Alessandro Spada                                                               |      | 62    |
| 01/01/1844 | Décès du cardinal Gustave-Maximilien-Juste de Croÿ-Solre                                         |      | 61    |
| 22/01/1844 | Consistoire : création de 2 cardinaux et d'un in pectore et révélation d'une création antérieure |      | 64    |
| 29/01/1844 | Décès du cardinal Filippo Giudice Caracciolo                                                     |      | 63    |
| 31/01/1844 | Décès du cardinal Giovanni Battista Bussi                                                        |      | 62    |
| 19/04/1844 | Décès du cardinal Bartolomeo Pacca                                                               |      | 61    |
| 22/07/1844 | Consistoire : création d'un cardinal et de 4 cardinaux in pectore                                |      | 66    |
| 09/09/1844 | Décès du cardinal Silvestro Belli                                                                |      | 65    |
| 12/01/1845 | Décès du cardinal Nicola Grimaldi                                                                |      | 64    |
| 18/04/1845 | Décès du cardinal Luigi Del Drago                                                                |      | 63    |
| 21/04/1845 | Consistoire : révélation de 4 cardinaux in pectore                                               |      | 63    |
| 07/05/1845 | Décès du cardinal Francisco de São Luís Saraiva                                                  |      | 62    |
| 15/06/1845 | Décès du cardinal Francesco Capaccini                                                            |      | 61    |
| 24/11/1845 | Consistoire : révélation de 2 cardinaux in pectore                                               |      | 61    |
| 26/11/1845 | Décès du cardinal Giuseppe Antonio Zacchia Rondinini                                             |      | 60    |
| 19/01/1846 | Consistoire : création de 3 cardinaux                                                            |      | 63    |
| 04/03/1846 | Décès du cardinal Paolo Mangelli Orsi                                                            |      | 62    |
| 01/06/1846 | Décès du pape Grégoire XVI                                                                       |      | 62    |

## Évolution numérique au cours du pontificat dePie IX(1846-1878)
| Date       | Évènement                                                                        | Pays | Total |
| ---------- | -------------------------------------------------------------------------------- | ---- | ----- |
| 14/06/1846 | Cardinaux au moment du Conclave de 1846                                          |      | 62    |
| 16/06/1846 | Élection papale du cardinal Giovanni Maria Mastai Ferretti sous le nom de Pie IX |      | 61    |
| 05/07/1846 | Décès du cardinal Joseph Bernet                                                  |      | 60    |
| 19/11/1846 | Décès du cardinal Karl Kajetan von Gaisruck                                      |      | 59    |
| 21/12/1846 | Consistoire : création de 2 cardinaux et de 2 cardinaux in pectore               |      | 63    |
| 23/04/1847 | Décès du cardinal Paolo Polidori                                                 |      | 62    |
| 24/05/1847 | Décès du cardinal Ludovico Micara                                                |      | 61    |
| 11/06/1847 | Consistoire : création de 3 cardinaux et révélation d'un cardinal in pectore     |      | 64    |
| 21/06/1847 | Décès du cardinal Francisco Javier de Cienfuegos y Jovellanos                    |      | 63    |
| 23/06/1847 | Décès du cardinal Charles Januarius Acton                                        |      | 62    |
| 30/09/1847 | Décès du cardinal Giuseppe Alberghini                                            |      | 61    |
| 22/11/1847 | Décès du cardinal Placido Maria Tadini                                           |      | 60    |
| 11/01/1848 | Décès du cardinal Francesco Saverio Massimo                                      |      | 59    |
| 20/01/1848 | Consistoire : création d'un cardinal                                             |      | 60    |
| 04/03/1849 | Décès du cardinal Pietro Ostini                                                  |      | 59    |
| 15/03/1849 | Décès du cardinal Giuseppe Mezzofanti                                            |      | 58    |
| 03/06/1849 | Décès du cardinal Tommaso Pasquale Gizzi                                         |      | 57    |
| 11/04/1850 | Décès du cardinal Ignazio Giovanni Cadolini                                      |      | 56    |
| 17/04/1850 | Décès du cardinal Pierre Giraud                                                  |      | 55    |
| 17/08/1850 | Décès du cardinal Francesco Serra-Cassano                                        |      | 54    |
| 30/09/1850 | Consistoire : création de 13 cardinaux et révélation d'un cardinal in pectore    |      | 67    |
| 24/05/1851 | Décès du cardinal Carlo Vizzardelli                                              |      | 66    |
| 25/04/1851 | Décès du cardinal Giacomo Monico                                                 |      | 65    |
| 20/07/1851 | Décès du cardinal Hugues de La Tour d'Auvergne-Lauraguais                        |      | 64    |
| 01/08/1851 | Décès du cardinal Antonio Maria Cadolini                                         |      | 63    |
| 29/09/1851 | Décès du cardinal Paul-Thérèse-David d'Astros                                    |      | 62    |
| 20/02/1852 | Décès du cardinal Antonio Francesco Orioli                                       |      | 61    |
| 21/02/1852 | Décès du cardinal Castruccio Castracane degli Antelminelli                       |      | 60    |
| 15/03/1852 | Consistoire : création de 4 cardinaux et de 2 cardinaux in pectore               |      | 66    |
| 21/03/1852 | Décès du cardinal Tommaso Bernetti                                               |      | 65    |
| 30/01/1853 | Décès du cardinal Melchior Ferdinand Joseph von Diepenbrock                      |      | 64    |
| 07/03/1853 | Consistoire : création de 6 cardinaux et révélation de 2 cardinaux in pectore    |      | 70    |
| 31/03/1853 | Décès du cardinal Maximilian Joseph Gottfried Sommerau Beeckh                    |      | 69    |
| 10/05/1853 | Décès du cardinal Ferdinando Maria Pignatelli                                    |      | 68    |
| 23/06/1853 | Décès du cardinal Giacomo Luigi Brignole                                         |      | 67    |
| 19/12/1853 | Consistoire : création d'un cardinal et d'un cardinal in pectore                 |      | 69    |
| 12/05/1854 | Décès du cardinal Luigi Lambruschini                                             |      | 68    |
| 15/06/1854 | Décès du cardinal Raffaele Fornari                                               |      | 67    |
| 08/09/1854 | Décès du cardinal Angelo Mai                                                     |      | 66    |
| 09/01/1855 | Décès du cardinal Lorenzo Simonetti                                              |      | 65    |
| 11/01/1855 | Décès du cardinal Judas José Romo y Gamboa                                       |      | 64    |
| 21/01/1855 | Décès du cardinal Giuseppe Pecci                                                 |      | 63    |
| 01/02/1855 | Décès du cardinal Giovanni Serafini                                              |      | 62    |
| 13/04/1855 | Décès du cardinal Carlo Oppizzoni                                                |      | 61    |
| 17/12/1855 | Consistoire : création de 4 cardinaux                                            |      | 65    |
| 31/12/1855 | Décès du cardinal Pedro Paulo de Figuereido da Cunha e Melo                      |      | 64    |
| 03/03/1856 | Décès du cardinal Ambrogio Bianchi                                               |      | 63    |
| 20/04/1856 | Décès du cardinal Giacomo Filippo Fransoni                                       |      | 62    |
| 16/06/1856 | Consistoire : création de 5 cardinaux et révélation d'un cardinal in pectore     |      | 67    |
| 12/08/1856 | Décès du cardinal Giovanni Soglia Ceroni                                         |      | 66    |
| 11/02/1857 | Décès du cardinal Juan José Bonel y Orbe                                         |      | 65    |
| 14/03/1857 | Décès du cardinal Tommaso Riario Sforza                                          |      | 64    |
| 11/10/1857 | Décès du cardinal Francesco de' Medici di Ottaiano                               |      | 63    |
| 15/11/1857 | Décès du cardinal Guilherme Henriques de Carvalho                                |      | 62    |
| 14/01/1858 | Décès du cardinal Mihail Lewicki                                                 |      | 61    |
| 21/01/1858 | Décès du cardinal Ugo Pietro Spinola                                             |      | 60    |
| 06/02/1858 | Décès du cardinal Adriano Fieschi                                                |      | 59    |
| 12/02/1858 | Décès du cardinal Ludovico Gazzoli                                               |      | 58    |
| 15/03/1858 | Consistoire : création de 7 cardinaux                                            |      | 65    |
| 25/06/1858 | Consistoire : création d'un cardinal                                             |      | 66    |
| 02/04/1859 | Décès du cardinal Chiarissimo Falconieri Mellini                                 |      | 65    |
| 26/05/1859 | Décès du cardinal Jacques-Marie Antoine Célestin Dupont                          |      | 64    |
| 30/01/1860 | Décès du cardinal Gaspare Bernardo Pianetti                                      |      | 63    |
| 15/05/1860 | Décès du cardinal Michele Viale-Prelà                                            |      | 62    |
| 13/09/1860 | Décès du cardinal Gabriele Ferretti                                              |      | 61    |
| 30/09/1860 | Décès du cardinal Vincenzo Macchi                                                |      | 60    |
| 14/12/1860 | Décès du cardinal Francesco Gaude                                                |      | 59    |
| 10/02/1861 | Décès du cardinal Gabriel della Genga Sermattei                                  |      | 58    |
| 22/02/1861 | Décès du cardinal Giovanni Brunelli                                              |      | 57    |
| 13/06/1861 | Décès du cardinal Francesco di Paola Villadecani                                 |      | 56    |
| 17/08/1861 | Décès du cardinal Giacomo Piccolomini                                            |      | 55    |
| 19/08/1861 | Décès du cardinal Vincenzo Santucci                                              |      | 54    |
| 27/09/1861 | Consistoire : création de 7 cardinaux,                                           |      | 61    |
| 17/11/1861 | Décès du cardinal Giusto Recanati                                                |      | 60    |
| 25/08/1862 | Décès du cardinal Manuel Joaquín Tarancón y Morón                                |      | 59    |
| 29/12/1862 | Décès du cardinal François-Nicolas-Madeleine Morlot                              |      | 58    |
| 16/03/1863 | Consistoire : création de 7 cardinaux                                            |      | 65    |
| 30/03/1863 | Décès du cardinal Giuseppe Cosenza                                               |      | 64    |
| 10/04/1863 | Décès du cardinal Benedetto Barberini Colonna di Sciarra                         |      | 63    |
| 19/08/1863 | Décès du cardinal Pietro Marini                                                  |      | 62    |
| 11/12/1863 | Consistoire : création d'un cardinal                                             |      | 63    |
| 31/03/1864 | Décès du cardinal Domenico Lucciardi                                             |      | 62    |
| 30/08/1864 | Décès du cardinal Domenico Savelli                                               |      | 61    |
| 06/09/1864 | Décès du cardinal Gaetano Bedini                                                 |      | 60    |
| 08/09/1864 | Décès du cardinal Johannes von Geissel                                           |      | 59    |
| 15/02/1865 | Décès du cardinal Nicholas Wiseman                                               |      | 58    |
| 17/12/1865 | Décès du cardinal Luigi Ciacchi                                                  |      | 57    |
| 20/03/1866 | Décès du cardinal Antonio Tosti                                                  |      | 56    |
| 22/06/1866 | Consistoire : création de 5 cardinaux                                            |      | 61    |
| 09/07/1866 | Décès du cardinal Antonio Matteucci                                              |      | 60    |
| 19/10/1866 | Décès du cardinal Ján Krstitel Scitovszky                                        |      | 59    |
| 11/11/1866 | Décès du cardinal Gaetano Baluffi                                                |      | 58    |
| 22/12/1866 | Décès du cardinal Thomas Gousset                                                 |      | 57    |
| 13/01/1867 | Décès du cardinal Antonio Maria Cagiano de Azevedo                               |      | 56    |
| 17/01/1867 | Décès du cardinal Clément Villecourt                                             |      | 55    |
| 12/03/1867 | Décès du cardinal Fernando de la Puente y Primo de Rivera                        |      | 54    |
| 11/08/1867 | Décès du cardinal Lodovico Altieri                                               |      | 53    |
| 07/11/1867 | Décès du cardinal Roberto Giovanni F. Roberti                                    |      | 52    |
| 02/12/1867 | Décès du cardinal Giuseppe Bofondi                                               |      | 51    |
| 04/12/1867 | Décès du cardinal Engelbert Sterckx                                              |      | 50    |
| 19/12/1867 | Décès du cardinal Giuseppe Ugolini                                               |      | 49    |
| 13/03/1868 | Consistoire : création de 9 cardinaux                                            |      | 58    |
| 14/05/1868 | Décès du cardinal Girolamo D'Andrea                                              |      | 57    |
| 11/05/1869 | Décès du cardinal Juraj Haulík Váralyai                                          |      | 56    |
| 26/09/1869 | Décès du cardinal Manuel Bento Rodrigues da Silva                                |      | 55    |
| 17/12/1869 | Décès du cardinal Francesco Pentini                                              |      | 54    |
| 22/12/1869 | Décès du cardinal Karl August von Reisach                                        |      | 53    |
| 25/02/1870 | Décès du cardinal Louis-Jacques-Maurice de Bonald                                |      | 52    |
| 15/04/1870 | Décès du cardinal Matteo Eustachio Gonella                                       |      | 51    |
| 07/10/1870 | Décès du cardinal Mario Mattei                                                   |      | 50    |
| 07/10/1870 | Décès du cardinal Cosimo Corsi                                                   |      | 49    |
| 22/12/1871 | Décès du cardinal Enrico Orfei                                                   |      | 48    |
| 30/06/1872 | Décès du cardinal Cirilo de Alameda y Brea                                       |      | 47    |
| 07/07/1872 | Décès du cardinal Niccola Clarelli Parracciani                                   |      | 46    |
| 27/08/1872 | Décès du cardinal Angelo Quaglia                                                 |      | 45    |
| 14/04/1873 | Décès du cardinal Miguel García Cuesta                                           |      | 44    |
| 30/04/1873 | Décès du cardinal Alexis Billiet                                                 |      | 43    |
| 02/08/1873 | Décès du cardinal Giuseppe Milesi Pironi Ferretti                                |      | 42    |
| 22/12/1873 | Consistoire : création de 12 cardinaux                                           |      | 54    |
| 15/02/1874 | Décès du cardinal Camillo Tarquini                                               |      | 53    |
| 24/02/1874 | Décès du cardinal Alessandro Barnabò                                             |      | 52    |
| 29/05/1874 | Décès du cardinal Mariano Falcinelli Antoniacci                                  |      | 51    |
| 08/03/1875 | Décès du cardinal Lorenzo Barili                                                 |      | 50    |
| 15/03/1875 | Consistoire : création de 6 cardinaux et de 5 cardinaux in pectore               |      | 61    |
| 09/07/1875 | Décès du cardinal Césaire Mathieu                                                |      | 60    |
| 16/09/1875 | Décès du cardinal Gaspare Grasselini                                             |      | 59    |
| 17/09/1875 | Consistoire : création d'un cardinal et révélation de 5 cardinaux in pectore     |      | 60    |
| 17/10/1875 | Décès du cardinal Salvatore Nobili Vitelleschi                                   |      | 59    |
| 19/11/1875 | Décès du cardinal Pietro de Silvestri                                            |      | 58    |
| 24/11/1875 | Décès du cardinal Joseph Othmar von Rauscher                                     |      | 57    |
| 03/04/1876 | Consistoire : création de deux cardinaux                                         |      | 59    |
| 04/04/1876 | Décès du cardinal Maximilian Joseph von Tarnóczy                                 |      | 58    |
| 05/05/1876 | Décès du cardinal Luis de la Lastra y Cuesta                                     |      | 57    |
| 06/11/1876 | Décès du cardinal Giacomo Antonelli                                              |      | 56    |
| 20/11/1876 | Décès du cardinal Mariano Benito Barrio Fernández                                |      | 55    |
| 17/12/1876 | Décès du cardinal Costantino Patrizi Naro                                        |      | 54    |
| 12/03/1877 | Consistoire : création de 11 cardinaux                                           |      | 65    |
| 21/04/1877 | Décès du cardinal Luigi Vannicelli Casoni                                        |      | 64    |
| 28/04/1877 | Décès du cardinal Giuseppe Luigi Trevisanato                                     |      | 63    |
| 22/06/1877 | Consistoire : création de 3 cardinaux                                            |      | 66    |
| 08/07/1877 | Décès du cardinal Filippo de Angelis                                             |      | 65    |
| 26/08/1877 | Décès du cardinal Giuseppe Andrea Bizzarri                                       |      | 64    |
| 29/09/1877 | Décès du cardinal Sisto Riario Sforza                                            |      | 63    |
| 18/10/1877 | Décès du cardinal Annibale Capalti                                               |      | 62    |
| 28/12/1877 | Consistoire : création de 2 cardinaux                                            |      | 64    |
| 07/02/1878 | Décès du pape Pie IX                                                             |      | 64    |

## Évolution numérique au cours du pontificat deLéon XIII(1878-1903)
| Date       | Évènement                                                                      | Pays | Total |
| ---------- | ------------------------------------------------------------------------------ | ---- | ----- |
| 18/02/1878 | Cardinaux au moment du Conclave de 1878                                        |      | 64    |
| 20/02/1878 | Élection papale du cardinal Vincenzo Gioacchino Pecci sous le nom de Léon XIII |      | 63    |
| 26/02/1878 | Décès du cardinal Godefroy Brossay-Saint-Marc                                  |      | 62    |
| 30/03/1878 | Décès du cardinal Luigi Amat di San Filippo e Sorso                            |      | 61    |
| 06/04/1878 | Décès du cardinal Giuseppe Berardi                                             |      | 60    |
| 31/07/1878 | Décès du cardinal Alessandro Franchi                                           |      | 59    |
| 23/09/1878 | Décès du cardinal Fabio Maria Asquini                                          |      | 58    |
| 24/10/1878 | Décès du cardinal Paul Cullen                                                  |      | 57    |
| 29/01/1879 | Décès du cardinal Antonio Benedetto Antonucci                                  |      | 56    |
| 27/02/1879 | Décès du cardinal Filippo Maria Guidi                                          |      | 55    |
| 26/04/1879 | Décès du cardinal Carlo Luigi Morichini                                        |      | 54    |
| 12/05/1879 | Consistoire : création de 10 cardinaux                                         |      | 64    |
| 17/06/1879 | Décès du cardinal Domenico Carafa della Spina di Traetto                       |      | 63    |
| 19/09/1879 | Consistoire : création de 4 cardinaux                                          |      | 67    |
| 18/05/1880 | Décès du cardinal Louis-Édouard Pie                                            |      | 66    |
| 20/07/1880 | Décès du cardinal Francesco Saverio Apuzzo                                     |      | 65    |
| 14/10/1880 | Décès du cardinal Bartolomeo Pacca                                             |      | 64    |
| 13/12/1880 | Consistoire : création d'un cardinal et de 3 cardinaux in pectore              |      | 68    |
| 03/01/1881 | Décès du cardinal René-François Régnier                                        |      | 67    |
| 27/01/1881 | Décès du cardinal Johann Baptist Rudolph Kutschker                             |      | 66    |
| 28/04/1881 | Décès du cardinal Francisco de Paula Benavides y Navarrete                     |      | 65    |
| 28/04/1881 | Décès du cardinal Manuel Garcia Gil                                            |      | 64    |
| 06/10/1881 | Décès du cardinal Vincenzo Moretti                                             |      | 63    |
| 28/10/1881 | Décès du cardinal Prospero Caterini                                            |      | 62    |
| 05/11/1881 | Décès du cardinal Pietro Gianelli                                              |      | 61    |
| 30/11/1881 | Décès du cardinal Edoardo Borromeo                                             |      | 60    |
| 23/03/1882 | Décès du cardinal Joaquín Lluch y Garriga                                      |      | 59    |
| 27/03/1882 | Consistoire : création de 5 cardinaux et révélation de 2 cardinaux in pectore  |      | 64    |
| 25/09/1882 | Consistoire : création de 2 cardinaux                                          |      | 66    |
| 20/11/1882 | Décès du cardinal Domenico Sanguigni                                           |      | 65    |
| 23/12/1882 | Décès du cardinal Ferdinand-François-Auguste Donnet                            |      | 64    |
| 23/02/1883 | Décès du cardinal Inácio do Nascimento Morais Cardoso                          |      | 63    |
| 31/03/1883 | Décès du cardinal Pier Francesco Meglia                                        |      | 62    |
| 21/04/1883 | Décès du Ruggero Luigi Emidio Antici Mattei                                    |      | 61    |
| 29/09/1883 | Décès du cardinal Victor-Auguste Dechamps                                      |      | 60    |
| 28/10/1883 | Décès du cardinal Henri de Bonnechose                                          |      | 59    |
| 28/12/1883 | Décès du cardinal Antonio Saverio De Luca                                      |      | 58    |
| 30/01/1884 | Décès du cardinal Luigi Maria Bilio                                            |      | 57    |
| 28/02/1884 | Décès du cardinal Antoine-Pierre IX Hassoun                                    |      | 56    |
| 06/03/1884 | Décès du cardinal Camillo Di Pietro                                            |      | 54    |
| 24/03/1884 | Consistoire : création de 2 cardinaux                                          |      | 56    |
| 22/06/1884 | Décès du cardinal Frédéric de Falloux du Coudray                               |      | 55    |
| 28/08/1884 | Décès du cardinal Juan de la Cruz Ignacio Moreno y Maisanove                   |      | 54    |
| 20/10/1884 | Décès du cardinal Bartolomeo d'Avanzo                                          |      | 53    |
| 10/11/1884 | Consistoire : création de 8 cardinaux et révélation d'un cardinal in pectore   |      | 61    |
| 20/12/1884 | Décès du cardinal Domenico Consolini                                           |      | 60    |
| 11/02/1885 | Décès du cardinal Edward MacCabe                                               |      | 59    |
| 15/02/1885 | Décès du cardinal Flavio Chigi                                                 |      | 58    |
| 27/03/1885 | Décès du cardinal Frédéric-Joseph de Schwarzenberg                             |      | 57    |
| 19/04/1885 | Décès du cardinal Pietro Lasagni                                               |      | 56    |
| 25/07/1885 | Décès du cardinal Lorenzo Nina                                                 |      | 55    |
| 27/07/1885 | Consistoire : création de 6 cardinaux                                          |      | 61    |
| 10/10/1885 | Décès du cardinal John McCloskey                                               |      | 60    |
| 21/11/1885 | Décès du cardinal Antonio Maria Panebianco                                     |      | 59    |
| 03/03/1886 | Décès du cardinal Angelo Jacobini                                              |      | 58    |
| 07/06/1886 | Consistoire : création de 7 cardinaux                                          |      | 65    |
| 08/07/1886 | Décès du cardinal Joseph Hippolyte Guibert                                     |      | 64    |
| 15/09/1886 | Décès du cardinal Carmine Gori-Merosi                                          |      | 63    |
| 11/12/1886 | Décès du cardinal Johann Baptist Franzelin                                     |      | 62    |
| 13/01/1887 | Décès du cardinal Innocenzo Ferrieri                                           |      | 61    |
| 23/01/1887 | Décès du cardinal Louis-Marie Caverot                                          |      | 60    |
| 14/02/1887 | Décès du cardinal Giacomo Cattani                                              |      | 59    |
| 28/02/1887 | Décès du cardinal Ludovico Jacobini                                            |      | 58    |
| 14/03/1887 | Consistoire : création de 5 cardinaux                                          |      | 63    |
| 23/05/1887 | Consistoire : création de 2 cardinaux                                          |      | 65    |
| 02/10/1887 | Décès du cardinal Domenico Bartolini                                           |      | 64    |
| 02/11/1887 | Décès du cardinal Antonio Pellegrini                                           |      | 63    |
| 08/03/1888 | Décès du cardinal Włodzimierz Czacki                                           |      | 62    |
| 30/03/1888 | Décès du cardinal Tommaso Maria Martinelli                                     |      | 61    |
| 31/10/1888 | Décès du cardinal Ignazio Masotti                                              |      | 60    |
| 09/02/1889 | Décès du cardinal Jean-Baptiste-François Pitra                                 |      | 59    |
| 11/02/1889 | Consistoire : création de 3 cardinaux                                          |      | 62    |
| 25/02/1889 | Décès du cardinal Carlo Sacconi                                                |      | 61    |
| 24/05/1889 | Consistoire : création de 7 cardinaux                                          |      | 68    |
| 06/08/1889 | Décès du cardinal Guglielmo Massaia                                            |      | 67    |
| 15/08/1889 | Décès du cardinal Aimé-Victor-François Guilbert                                |      | 66    |
| 23/09/1889 | Décès du cardinal Placido Maria Schiaffino                                     |      | 65    |
| 14/12/1889 | Décès du cardinal Cölestin Joseph Ganglbauer                                   |      | 64    |
| 30/12/1889 | Consistoire : création d'un cardinal in pectore                                |      | 65    |
| 08/02/1890 | Décès du cardinal Giuseppe Pecci                                               |      | 64    |
| 23/06/1890 | Consistoire : création de 3 cardinaux et révélation d'un cardinal in pectore   |      | 67    |
| 31/07/1890 | Décès du cardinal Luigi Pallotti                                               |      | 66    |
| 11/08/1890 | Décès du cardinal John Henry Newman                                            |      | 65    |
| 03/10/1890 | Décès du cardinal Joseph Hergenröther                                          |      | 64    |
| 23/01/1891 | Décès du cardinal János Simor                                                  |      | 63    |
| 30/01/1891 | Décès du cardinal Carlo Cristofori                                             |      | 62    |
| 19/02/1891 | Décès du cardinal Josip Mihalović                                              |      | 61    |
| 30/05/1891 | Décès du cardinal Gaetano Alimonda                                             |      | 60    |
| 01/06/1891 | Consistoire : création de 2 cardinaux                                          |      | 62    |
| 04/07/1891 | Décès du cardinal Lajos Haynald                                                |      | 61    |
| 15/09/1891 | Décès du cardinal Luigi Rotelli                                                |      | 60    |
| 15/11/1891 | Décès du cardinal Victor-Félix Bernadou                                        |      | 59    |
| 13/12/1891 | Décès du cardinal Domenico Agostini                                            |      | 58    |
| 14/12/1891 | Consistoire : création de 2 cardinaux                                          |      | 60    |
| 25/12/1891 | Décès du cardinal Miguel Payá y Rico                                           |      | 59    |
| 14/01/1892 | Décès des cardinaux Henry Edward Manning                                       |      | 58    |
| 14/01/1892 | Décès du cardinal Giovanni Simeoni                                             |      | 57    |
| 14/01/1892 | Décès du cardinal Lorenzo Ilarione Randi                                       |      | 56    |
| 23/02/1892 | Décès du cardinal Gaspard Mermillod                                            |      | 55    |
| 26/06/1892 | Décès du cardinal Augusto Theodoli                                             |      | 54    |
| 08/07/1892 | Décès du cardinal Francesco Battaglini                                         |      | 53    |
| 17/07/1892 | Décès du cardinal Giuseppe D'Annibale                                          |      | 52    |
| 19/08/1892 | Décès du cardinal Friedrich Egon von Fürstenberg                               |      | 51    |
| 16/09/1892 | Décès du cardinal Edward Henry Howard                                          |      | 50    |
| 26/11/1892 | Décès du cardinal Charles Lavigerie                                            |      | 49    |
| 16/01/1893 | Consistoire : création de 15 cardinaux et d'un cardinal in pectore             |      | 65    |
| 23/01/1893 | Décès du cardinal Joseph-Alfred Foulon                                         |      | 64    |
| 05/03/1893 | Décès du cardinal Charles-Philippe Place                                       |      | 63    |
| 03/04/1893 | Décès du cardinal Achille Apolloni                                             |      | 62    |
| 21/04/1893 | Décès du cardinal Luigi Giordani                                               |      | 61    |
| 26/04/1893 | Décès du cardinal Luigi Sepiacci                                               |      | 60    |
| 10/05/1893 | Décès du cardinal Tommaso Maria Zigliara                                       |      | 59    |
| 12/06/1893 | Consistoire : création de 5 cardinaux                                          |      | 64    |
| 02/11/1893 | Décès du cardinal Carlo Laurenzi                                               |      | 63    |
| 09/03/1894 | Décès du cardinal Francesco Ricci Paracciani                                   |      | 62    |
| 09/03/1894 | Décès du cardinal Léon-Benoit-Charles Thomas                                   |      | 61    |
| 01/02/1894 | Décès du cardinal Luigi Serafini                                               |      | 60    |
| 04/04/1894 | Décès du cardinal Giuseppe Benedetto Dusmet                                    |      | 59    |
| 01/05/1894 | Décès du cardinal Enea Sbarretti                                               |      | 58    |
| 18/05/1894 | Consistoire : création de 6 cardinaux                                          |      | 64    |
| 18/06/1894 | Décès du cardinal Albin Dunajewski                                             |      | 63    |
| 29/11/1894 | Décès du cardinal Zeferino González y Díaz Tuñón                               |      | 62    |
| 21/01/1895 | Décès du cardinal Florian Desprez                                              |      | 61    |
| 19/05/1895 | Décès du cardinal Fulco Luigi Ruffo-Scilla                                     |      | 60    |
| 22/06/1895 | Décès du cardinal Amilcare Malagola                                            |      | 59    |
| 01/11/1895 | Décès du cardinal Benito Sanz y Forés                                          |      | 58    |
| 19/11/1895 | Décès du cardinal Lucien-Louis Bonaparte                                       |      | 57    |
| 29/11/1895 | Consistoire : création de 8 cardinaux et révélation d'un cardinal in pectore   |      | 65    |
| 07/12/1895 | Décès du cardinal Ignazio Persico                                              |      | 64    |
| 14/12/1895 | Décès du cardinal Paul Melchers                                                |      | 63    |
| 08/01/1896 | Décès du cardinal Giuseppe Maria Graniello                                     |      | 62    |
| 19/01/1896 | Décès du cardinal Guillaume Meignan                                            |      | 61    |
| 13/03/1896 | Décès du cardinal Egidio Mauri                                                 |      | 60    |
| 07/05/1896 | Décès du cardinal Luigi Galimberti                                             |      | 59    |
| 22/06/1896 | Consistoire : création de 4 cardinaux                                          |      | 63    |
| 19/07/1896 | Décès du cardinal Joseph Bourret                                               |      | 62    |
| 14/07/1896 | Décès du cardinal Raffaele Monaco La Valletta                                  |      | 61    |
| 09/10/1896 | Décès du cardinal Gaetano de Ruggiero                                          |      | 60    |
| 30/10/1896 | Décès du cardinal Gustave-Adolphe de Hohenlohe-Schillingsfürst                 |      | 59    |
| 30/11/1896 | Consistoire : création de 2 cardinaux                                          |      | 61    |
| 16/12/1896 | Décès du cardinal Jean-Pierre Boyer                                            |      | 60    |
| 03/01/1897 | Décès du cardinal Guglielmo Sanfelice d'Acquavella                             |      | 59    |
| 22/01/1897 | Décès du cardinal Angelo Bianchi                                               |      | 58    |
| 19/04/1897 | Consistoire : création de 4 cardinaux                                          |      | 62    |
| 16/05/1897 | Décès du cardinal Camillo Siciliano di Rende                                   |      | 61    |
| 11/08/1897 | Décès du cardinal Antolín Monescillo y Viso                                    |      | 60    |
| 22/09/1897 | Décès du cardinal Giuseppe Guarino                                             |      | 59    |
| 12/04/1898 | Décès du cardinal Elzéar-Alexandre Taschereau                                  |      | 58    |
| 04/08/1898 | Décès du cardinal Sylwester Sembratowicz                                       |      | 57    |
| 21/01/1899 | Décès du cardinal Américo Ferreira dos Santos Silva                            |      | 56    |
| 15/04/1899 | Décès du cardinal Agostino Bausa                                               |      | 55    |
| 06/05/1899 | Décès du cardinal Philipp Krementz                                             |      | 54    |
| 16/06/1899 | Décès du cardinal Guillaume-Marie-Romain Sourrieu                              |      | 53    |
| 18/06/1899 | Consistoire : création de 13 cardinaux                                         |      | 66    |
| 25/06/1899 | Décès du cardinal Franziskus von Paula Schönborn                               |      | 65    |
| 11/07/1899 | Décès du cardinal Teodolfo Mertel                                              |      | 64    |
| 10/08/1899 | Décès du cardinal Isidoro Verga                                                |      | 63    |
| 17/01/1900 | Décès du cardinal Luigi Trombetta                                              |      | 62    |
| 01/02/1900 | Décès du cardinal Domenico Maria Jacobini                                      |      | 61    |
| 12/03/1900 | Décès du cardinal Luigi di Canossa                                             |      | 60    |
| 26/03/1900 | Décès du cardinal Camillo Mazzella                                             |      | 59    |
| 05/05/1900 | Décès du cardinal Johann Evangelist Haller                                     |      | 58    |
| 15/04/1901 | Consistoire : création de 10 cardinaux                                         |      | 68    |
| 27/07/1901 | Décès du cardinal Antonio María Cascajares y Azara                             |      | 67    |
| 09/10/1901 | Décès du cardinal Sebastiano Galeati                                           |      | 66    |
| 18/01/1902 | Décès du cardinal Donato Maria dell'Olio                                       |      | 65    |
| 06/02/1902 | Décès du cardinal Agostino Ciasca                                              |      | 64    |
| 23/03/1902 | Décès du cardinal Jakob Missia                                                 |      | 63    |
| 25/04/1902 | Décès du cardinal Agostino Gaetano Riboldi                                     |      | 62    |
| 10/07/1902 | Décès du cardinal Lőrinc Schlauch                                              |      | 61    |
| 22/07/1902 | Décès du cardinal Mieczysław Ledóchowski                                       |      | 60    |
| 22/11/1902 | Décès du cardinal Gaetano Aloisi Masella                                       |      | 59    |
| 15/01/1903 | Décès du cardinal Lucido Maria Parocchi                                        |      | 58    |
| 19/06/1903 | Décès du cardinal Herbert Vaughan                                              |      | 57    |
| 22/06/1903 | Consistoire : création de 7 cardinaux                                          |      | 64    |
| 20/07/1903 | Décès du pape Léon XIII                                                        |      | 64    |

## Cardinaux créés auXIXesiècle
- Cardinaux créés par Pie VII (1800-1823) : 96 en 17 consistoires[193] dont les futurs papes Léon XII et Pie VIII ;
- Cardinaux créés par Léon XII (1823-1829) : 25 dans 8 consistoires dont le futur pape Grégoire XVI ;
- Cardinaux créés par Pie VIII (1829-1830) : 6 dans 3 consistoires ;
- Cardinaux créés par Grégoire XVI (1830-1846) : 75 dans 28 consistoires dont le futur pape Pie IX ;
- Cardinaux créés par Pie IX (1846-1878) : 123 dans 23 consistoires dont le futur pape Léon XIII ;
- Cardinaux créés par Léon XIII (1878-1903) : 130 dans 25 consistoires[194] dont le futur pape Pie X.
- Au total : 455 cardinaux créés au XIXe siècle.